# Bastactister fernandi
Bastactister fernandi är en skalbaggsart som beskrevs av August Reichensperger 1939. Bastactister fernandi ingår i släktet Bastactister och familjen stumpbaggar. Inga underarter finns listade i Catalogue of Life.